# Liechtensteiner Cup 2010/11
Der Liechtensteiner Cup 2010/11 war die 66. Austragung des Fussballpokalwettbewerbs der Herren in Liechtenstein. Der Wettbewerb wurde vom 17. August 2010 bis zum 25. April 2011 im K.-o.-System ohne Rückspiel ausgetragen. Nach einem 5:0-Finalsieg über den USV Eschen-Mauren sicherte sich der FC Vaduz den 14. Cup-Titel hintereinander sowie ihren insgesamt 40. Cupsieg. Zudem sicherten sie sich die Teilnahme an der Qualifikation zur UEFA-Europa League 2011/12.

## Teilnehmende Mannschaften
17 Mannschaften waren für den Wettbewerb gemeldet:
| - FC Vaduz - FC Vaduz II - FC Vaduz Portuguese - FC Triesen - FC Triesen II - USV Eschen-Mauren - USV Eschen-Mauren II - USV Eschen-Mauren III | - FC Balzers - FC Balzers II - FC Balzers III - FC Triesenberg - FC Triesenberg II - FC Ruggell - FC Ruggell II - FC Schaan - FC Azzurri Schaan |

## 1. Vorrunde
Die 1. Vorrunde fand am 17. und 18. August 2010 statt.
| Datum  |                       | Ergebnis |                   |
| ------ | --------------------- | -------- | ----------------- |
| 17.08. | USV Eschen-Mauren III | 5:1      | FC Triesenberg II |
| 17.08. | FC Vaduz Portuguese   | 1:3      | FC Triesen II     |
| 17.08. | FC Balzers III        | 4:2      | FC Ruggell II     |
| 18.08. | FC Vaduz II           | 0:5      | FC Triesen        |
| 18.08. | FC Azzurri Schaan     | 5:2      | FC Balzers II     |

## 2. Vorrunde
Die 2. Vorrunde fand am 14. und 15. September 2010 statt.
| Datum  |                       | Ergebnis |                |
| ------ | --------------------- | -------- | -------------- |
| 14.09. | FC Azzurri Schaan     | 1:2      | FC Ruggell     |
| 14.09. | FC Triesen II         | 1:4      | FC Balzers III |
| 15.09. | USV Eschen-Mauren III | 1:4      | FC Triesen     |
| 15.09. | FC Schaan             | 0:1      | FC Triesenberg |

## Viertelfinale
Die Viertelfinals fanden am 19. und 20. Oktober 2010 statt.
| Datum  |                      | Ergebnis |                   |
| ------ | -------------------- | -------- | ----------------- |
| 19.10. | FC Ruggell           | 1:8      | FC Vaduz          |
| 19.10. | FC Balzers III       | 0:6      | USV Eschen-Mauren |
| 20.10. | FC Triesen           | 1:13     | FC Balzers        |
| 20.10. | USV Eschen-Mauren II | 1:2      | FC Triesenberg    |

## Halbfinale
Die Halbfinals fanden am 5. und 12. April 2011 statt.
| Datum  |                   | Ergebnis |                |
| ------ | ----------------- | -------- | -------------- |
| 05.04. | FC Vaduz          | 8:0      | FC Triesenberg |
| 12.04. | USV Eschen-Mauren | 2:1      | FC Balzers     |

## Finale
Das Cupfinale fand am 25. April 2011 im Rheinpark-Stadion Vaduz statt.
| Paarung           | FC Vaduz – USV Eschen-Mauren                                                                                      |
| Ergebnis          | 5:0 (1:0) |
| Datum             | 25. April 2011 |
| Stadion           | Rheinpark Stadion, Vaduz                                                                                          |
| Zuschauer         | 2'155 |
| Schiedsrichter    | Nikolaj Hänni ( Schweiz)                                                                                          |
| Tore              | 1:0 David Harrer (38.) 2:0 Mario Sara (52.) 3:0 Roland Schwegler (64.) 4:0 Arlan (73.) 5:0 Diego Ciccone (90.+2') |
| FC Vaduz          | Cheftrainer: Eric Orie ( Niederlande)                                                                             |
| USV Eschen-Mauren | Cheftrainer: Uwe Wegmann ( Deutschland)                                                                           |